# Copa de la Princesa de Voleibol 2009
La Copa de la Princesa es una competición que se disputa en el voleibol a lo largo de dos días en una misma sede. La competición se lleva disputando durante varios años, siendo esta la III edición. En esta ocasión, el Pabellón Municipal de Pinguela en Monforte de Lemos, España) acogerá un torneo cuya organización corrió a cargo del Ribeira Sacra.

## Sistema de competición
La primera fase se lleva a cabo durante la primera ronda de la liga regular o Superliga 2. Los 3 equipos con mayor número de puntos se clasifican por la vía deportiva y el organizador. En caso de que este esté en esas tres plaza, también iría el cuarto clasificado.
Una vez dentro, los equipos juegan un torneo con formato de "Final Four" con semifinales y final. En las semifinales se enfrentan los primeros contra los segundos del otro grupo. Los finalistas se dan cita al día siguiente para conocer quién será el vencedor y por lo tanto el campeón de la competición oficial.

## Equipos participantes
Organizador:
· Ribeira Sacra
Equipos de esta edición:
· Playas de Finestrat
· PDR Miranda
· Cantabria Infinita

## Cuadro de la Copa
|  | Semifinales | Semifinales         | Semifinales | Semifinales | Semifinales | Semifinales | Semifinales |               |    | Final | Final | Final | Final | Final | Final | Final |  |
|  |             |                     |             |             |             |             |             |               |    |       |       |       |       |       |       |       |  |
|  |             |                     |             |             |             |             |             |               |    |       |       |       |       |       |       |       |  |
|  | 3           | Ribeira Sacra       | 25          | 27          | 25          |             |             |               |    |       |       |       |       |       |       |       |  |
|  | 3           | Ribeira Sacra       | 25          | 27          | 25          |             |             |               |    |       |       |       |       |       |       |       |  |
|  | 0           | Playas de Finestrat | 21          | 25          | 23          |             |             |               |    |       |       |       |       |       |       |       |  |
|  | 0           | Playas de Finestrat | 21          | 25          | 23          |             | 2           | Ribeira Sacra | 25 | 25    | 21    | 25    | 13    |       |       |       |  |
|  |             |                     |             |             |             |             |             | Ribeira Sacra | 25 | 25    | 21    | 25    | 13    |       |       |       |  |
|  |             |                     | 3           | PDR Miranda | 27          | 15          | 25          | 15            | 15 |       |       |       |       |       |       |       |  |
|  | 3           | PDR Miranda         | 3           | PDR Miranda | 27          | 15          | 25          | 15            | 15 | 20    | 11    | 25    | 25    | 15    |       |       |  |
|  | 3           | PDR Miranda         |             |             |             |             |             |               |    | 20    | 11    | 25    | 25    | 15    |       |       |  |
|  | 2           | Cantabria Infinita  | 25          | 25          | 20          | 20          | 7           |               |    |       |       |       |       |       |       |       |  |
|  | 2           | Cantabria Infinita  | 25          | 25          | 20          | 20          | 7           |               |    |       |       |       |       |       |       |       |  |
|  |             |                     |             |             |             |             |             |               |    |       |       |       |       |       |       |       |  |

| Predecesor: Copa de la Princesa 2008 Miranda de Ebro | 'Copa de la Princesa 2009' Monforte de Lemos | Sucesor: Copa de la Princesa 2010 Miranda de Ebro |